# Burgstall Scharfenberg
Der Burgstall Scharfenberg ist der Rest einer abgegangenen hochmittelalterlichen Spornburg, die sich einst auf einem felsigen Hangsporn an einem Ausläufer des Scharfenberges in der Gemeinde Ursensollen im Oberpfälzer Landkreis Amberg-Sulzbach in Bayern erhob. Sie war die Stammburg des Geschlechts der Scharfenberger, das 1217 das Kloster Kastl niederbrannte. Die Anlage wird als Bodendenkmal unter der Aktennummer D-3-6636-0042 im Bayernatlas als „mittelalterlicher Burgstall "Scharfenberg"“ geführt.

## Geographische Lage

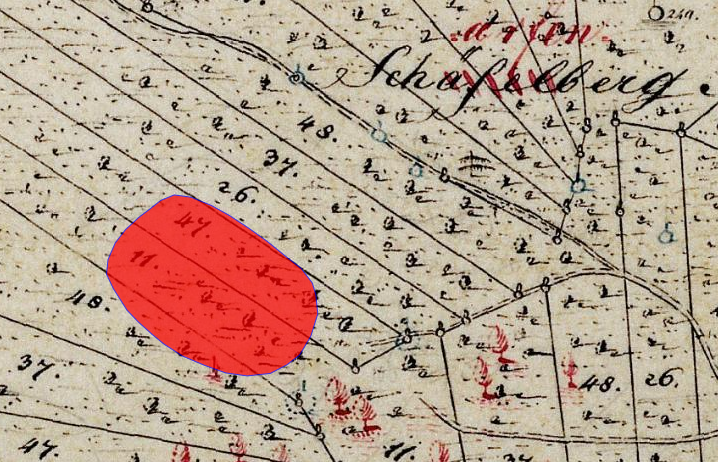
Lageplan des Burgstalls Scharfenberg auf dem Urkataster von Bayern

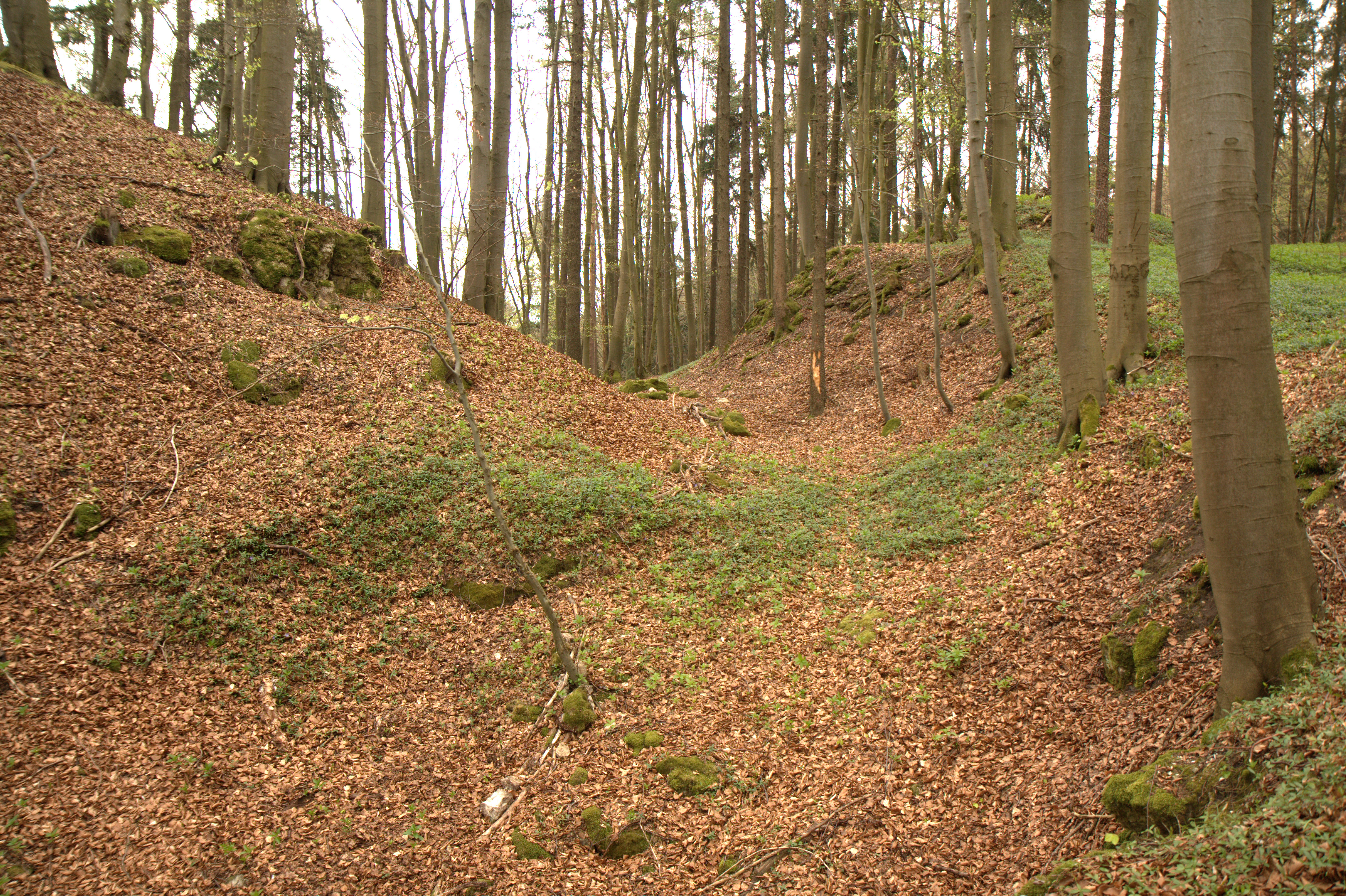
Blick in den halbrunden Halsgraben, links das Burggelände

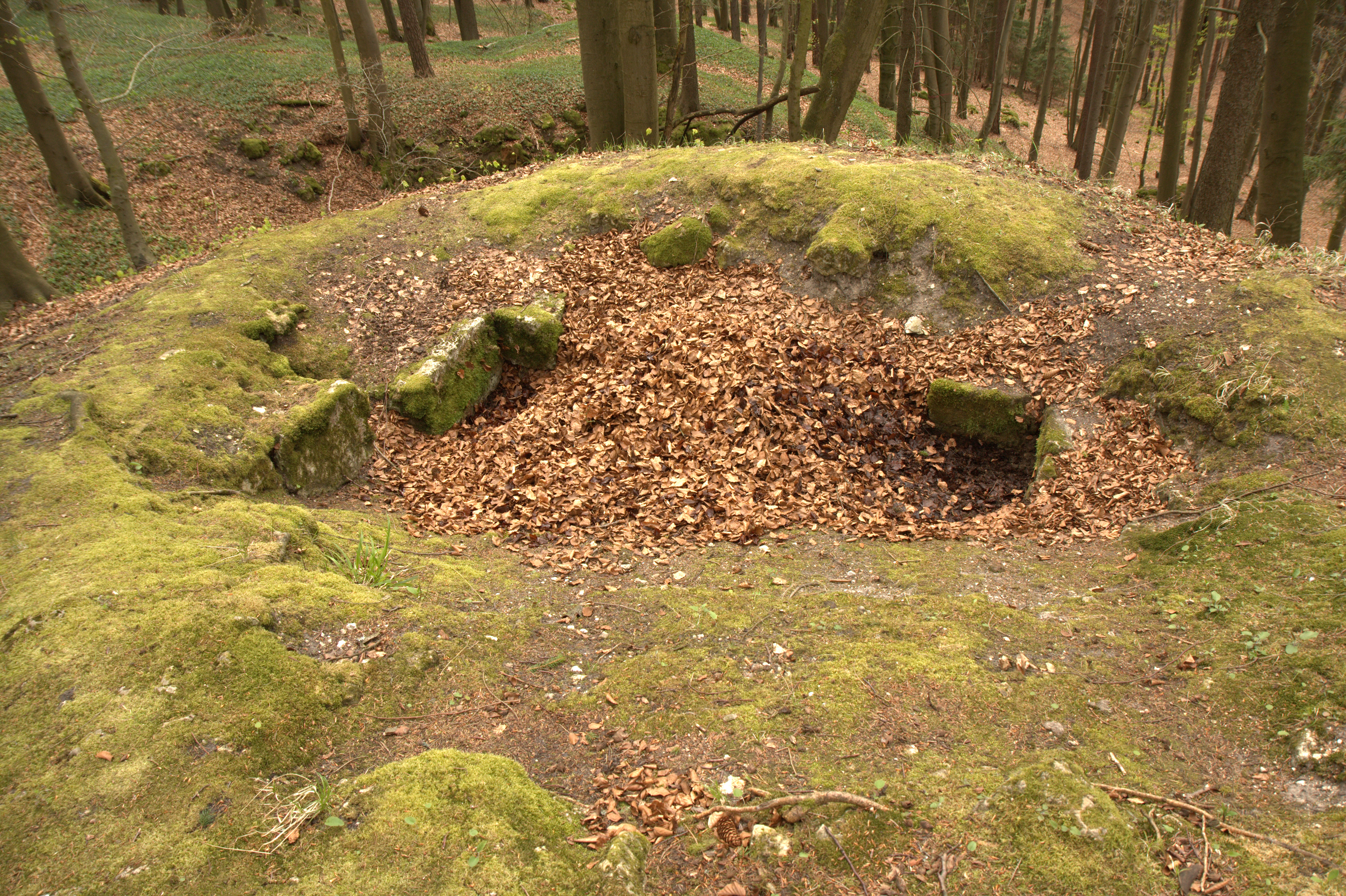
Grundmauerrest eines Gebäudes, wohl des Bergfriedes

Die Burgstelle befindet sich im nordwestlichen Teil des Naturparks Hirschwald, etwa 1600 Meter südsüdwestlich der katholischen Pfarrkirche Sankt Vitus in Ursensollen, oder etwa zehn Kilometer südwestlich von Amberg auf einem nach Nordwesten gerichteten Sporn des Scharfenberges in etwa 520 m ü. NN.
In der Nähe befinden sich noch weitere ehemalige mittelalterliche Burgen: Nur wenige Kilometer südsüdöstlich die Burgruine Zant und etwas weiter der Burgstall Bärenfall  bei der Ortschaft Bittenbrunn. In südlicher Richtung liegt die gut erhaltene Burg Heimhof, und südwestlich die Klosterburg in Kastl und der Burgstall Hausberg  bei Lauterach.

## Geschichte
Über die frühe Geschichte der Burg und die der Adligen von Scharfenberg ist nur sehr wenig bekannt. Unklar ist auch, ob dieses Adelsgeschlecht der Scharfenberger identisch ist mit dem der Edlen von Ursensollen. Ein Heinrich de Ursensolingen taucht 1144 in einer Urkunde des Klosters Ensdorf auf.
Die Burganlage wurde wohl um 1200 als Stammsitz des oberpfälzischen Edelgeschlechts der Scharfenberger errichtet.
In einer Sulzbacher Chronik wird berichtet, dass den Scharpfenbergern ein ihnen zustehendes Begräbnisrecht vom Kastler Klosterabt Gebhard von Rieden verweigert wurde, worauf diese das Kloster 1217 in Brand gesteckt haben. Daraufhin soll auch die Scharfenberger Stammburg von den Schirmvögten des Klosters, den Markgrafen von Hohenburg, zerstört worden sein.
Ob diese Zerstörung der Burg endgültig war, ist nicht bekannt, die Scharfenberger trugen ab dem 14. Jahrhundert den Namenszusatz „von Ursensollen“.
Spätestens ab der Mitte des 16. Jahrhunderts war die Burganlage aber ruinös, ein Kastler Chronist spricht von den alten Vestigia.
Von der ehemaligen Burganlage sind noch Reste des Bergfrieds und des Halsgrabens erhalten. Der quadratische Bergfried hatte sieben Meter Seitenlänge und eine Mauerstärke von zwei Metern.